# Oberlangenscheid
Oberlangenscheid ist ein Ortsteil von Halver im Märkischen Kreis im Regierungsbezirk Arnsberg in Nordrhein-Westfalen (Deutschland).

## Lage und Beschreibung
Oberlangenscheid liegt auf 400 Meter über Normalnull nördlich des Halveraner Hauptortes nördlich von Eichholz. Die weiteren Nachbarorte sind neben dem Hauptort die Außenortschaften Weißenpferd, Dicksiepen, Schlechtenbach, Clev und Oeckinghausen. Der Ort ist über eine Stichstraße zu erreichen, die bei Eichholz von der Bundesstraße 229 abzweigt und auch Niederlangenscheid und Dicksiepen anbindet, sowie von einer Zufahrt von der Landesstraße L528 aus.
Im Ort entspringt ein Zufluss des Bachs Langenscheid, ein Nebenfluss des Schlechtenbachs.
Zwischen Oberlangenscheid und Eichholz erstreckt sich ein Gewerbegebiet.

## Geschichte
Oberlangenscheid wurde erstmals 1599 urkundlich erwähnt, die Entstehungszeit der Siedlung ist vermutlich kurz vor 1557. Oberlangenscheid war ein Abspliss der Hofschaft Niederlangenscheid.
1818 lebten 22 Einwohner im Ort. Laut der Ortschafts- und Entfernungs-Tabelle des Regierungs-Bezirks Arnsberg wurde Oberlangenscheid unter dem Namen Obern Langenscheid als Hof kategorisiert und besaß 1838 eine Einwohnerzahl von 34, allesamt evangelischen Glaubens. Der Ort gehörte zu dieser Zeit der Halveraner Dorfbauerschaft innerhalb der Bürgermeisterei Halver an und besaß vier Wohnhäuser, eine Fabrik bzw. Mühle und zwei landwirtschaftliche Gebäude.
Das Gemeindelexikon für die Provinz Westfalen von 1887 gibt eine Zahl von 49 Einwohnern an, die in vier Wohnhäusern lebten.